# Ernst Hölzle
Ernst Hölzle (* 15. August 1913 in Sulzbach am Kocher; † 1. Juni 1970 in Mutlangen) war ein deutscher Politiker (SPD).

## Leben und Beruf
Nach dem Schulbesuch absolvierte Hölzle, der evangelischen Glaubens war, eine Mechanikerlehre. Von 1935 bis 1945 arbeitete er in der Berliner Industrie und übernahm hier zeitweise leitende Funktionen.

## Partei
Hölzle trat 1956 in die SPD ein und war seit 1963 Vorsitzender des SPD-Kreisverbandes Backnang.

## Abgeordneter
Hölzle war seit 1947 Kreistagsmitglied des Kreises Backnang. Der Baden-Württembergische Landtag wählte ihn zum Mitglied der vierten Bundesversammlung, die 1964 Heinrich Lübke als Bundespräsident wiederwählte. Dem Deutschen Bundestag gehörte er vom 20. Februar 1967, als er für den ausgeschiedenen Abgeordneten Friedrich Schäfer nachrückte, bis 1969 an. Er war über die Landesliste Baden-Württemberg ins Parlament eingezogen.

## Öffentliche Ämter
Hölzle amtierte seit 1946 als Bürgermeister der Gemeinde Laufen am Kocher.

## Ehrungen
- Ernst-Hölzle-Straße in Sulzbach-Laufen